# Nagai Naomasa
Nagai Naomasa est un nom japonais traditionnel ; le nom de famille (ou le nom d'école), Nagai, précède donc le prénom (ou le nom d'artiste).
Nagai Naomasa (永井 尚政, 1587-16 octobre 1668) est un daimyo de l'époque d'Edo qui dirige les domaines féodaux d'Uruido, Koga et Yodo. Fils ainé de Nagai Naokatsu, il prend part à la bataille de Sekigahara et au siège d'Osaka. Lors de la rébellion de Shimabara, il est affecté à la défense de Kyoto.

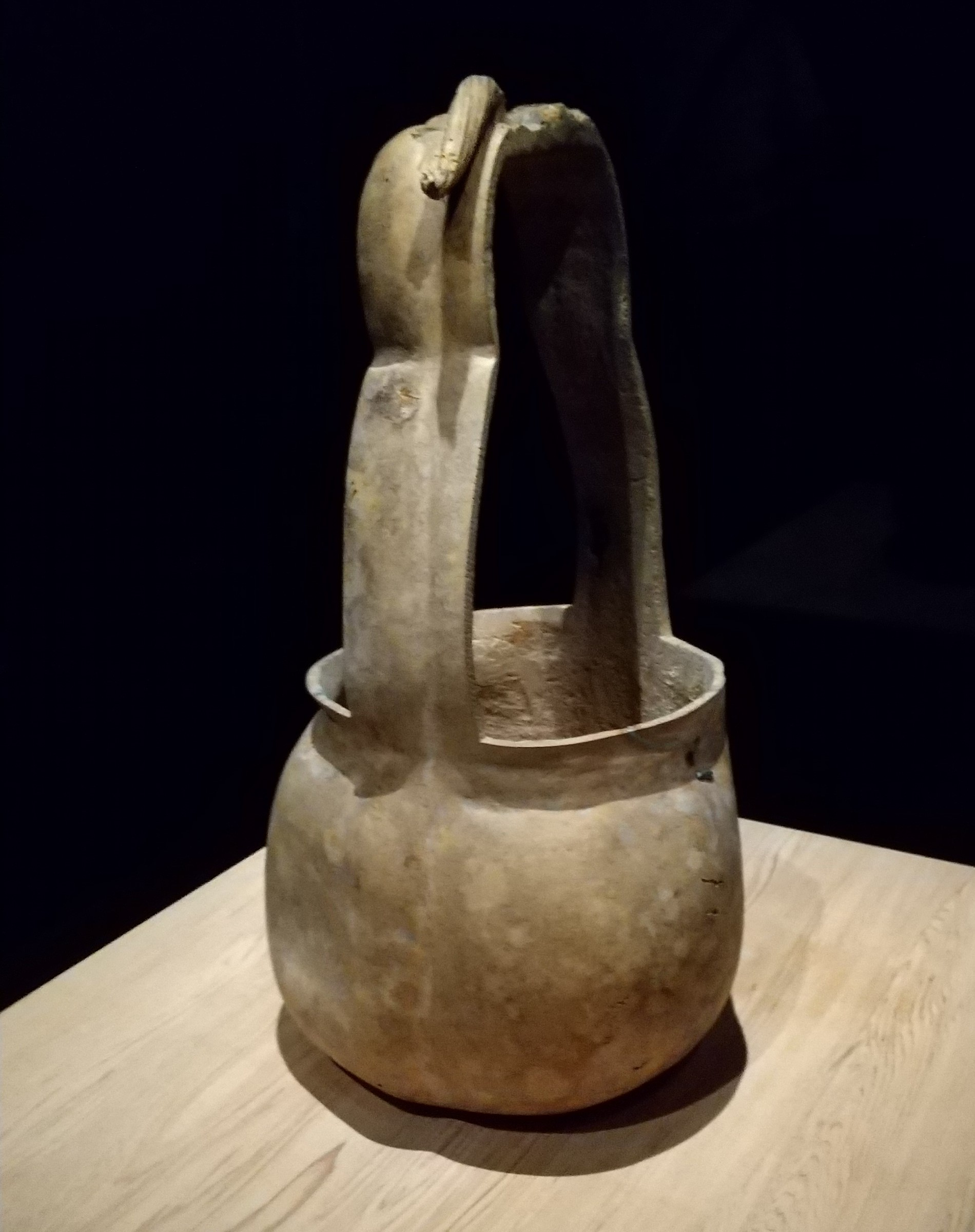
Nagai Naomasa, Vase taillé dans une calebasse.

Naomasa occupe le 4e rang de cour junior, grade inférieur (従四位下, ju shii no ge) et porte le titre de Shinano no kami. Il se retire au début de 1658 et devient moine sous le nom de « Shinsai ».